# Mobile switching centre server

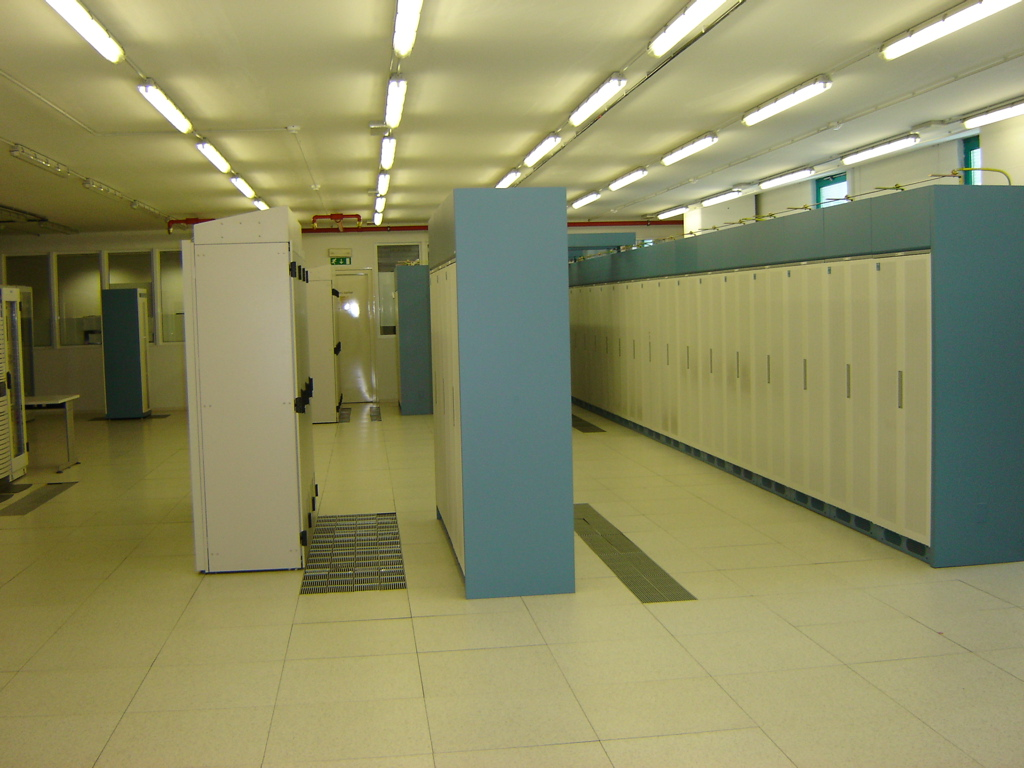
Lucent 5ESS GSM Mobile Switching Centre deployed at Western Wireless International in Ljubljana, Slovenia from 2001 to 2006.

MSS (англ. Mobile Switching Centre Server, також англ. MSC Server (Сервер MSC) — елемент ядра мережі (англ. core network) 3G, який контролює елементи системи NSS. MSS можна використовувати також у мережах GSM, якщо виробник MSS забезпечив підтримку таких мереж. Зважаючи на те, що оновлення існуючих мереж GSM до 3G є не завжди прийнятним з різних причин, більшість виробників додають до MSS підтримку GSM. Втім, MSS разом із іншими елементами 3G мережі, такими як MGW, можуть бути налаштовані на підтримку лише мережі GSM, а отже їх можна розглядати як оновлення над GSM mobile switching Centre.
Робота сервера MSC базується на стандартах. Сервер взаємодіє з іншими розподіленими елементами мережі з використанням відкритих стандартів, прийнятих у галузі. Прикладами таких стандартів є media gateway control protocol, megaco/H.248, session initiation protocol, M2UA and M3UA. Сервер MSC server включає підтримку стандартів, визначених організаціями ETSI, ITU, GSM, 3GPP і 3GPP2 та інших. Також MSS підтримує рішення, прийняті на державному рівні, серед яких вимоги E911, CALEA/legal intercept, MNP/LNP, TTY/TTD і Number Pooling.
Деякі виробники використовують власні назви для MSS. Так, Motorola використовує назву MTS-U (Motorola telephony soft-switch), Ericsson використовує назву MSC-S, а Alcatel-Lucent — Wireless Call Server (WCS).

## Інша функціональність MSS
Функціональність сервера MSC дозволяє розподілити управління, з одного боку, транспортуванням призначених для користувача даних між пакетною мережею і радіомережею, а з іншого — транспортуванням, що використовується в сигнальній площині «спілкування» абонента і мережі оператора, і таким чином забезпечує краще розташування елементів у мережі.
Сервер MSC разом із MGW дозволяє перемикати виклики за допомогою IP, ATM AAL2 та TDM.